# نايكيركرناو
نايكيركرناو هي بحيرة هولندية وتشغل شرق البحيرات الحدودية فليفوا الوطنية من بحيرة آيسل.
تقع نايكيركرناو بين مقاطعات فليفولاند وخيلدرلند.